# Fotografía subjetiva
La fotografía subjetiva (Subjektive Fotografie en alemán) es una corriente artística relativa a la fotografía aparecida en Alemania a mitad del siglo XX. Este nombre fue el asignado por Otto Steinert a una serie de exposiciones en las que recogía fotografías de todos los géneros con la condición de que fuesen manifestaciones puramente fotográficas.
Tiene su origen en el grupo Fotoform creado en 1949. A partir de esta experiencia Otto Steinert organizó una exposición en 1951 con este nombre en el que defiende la fotografía como arte. Se trata de una protesta contra las corrientes fotográficas vigentes tras la Segunda Guerra Mundial en el fotoperiodismo y la fotografía academicista, basadas en una forma estereotipada de los planteamientos estéticos y próxima a una imitación de los modelos pictóricos. Frente a ellos proponen una revalorización de los trabajos fotográficos de las décadas de 1920-1930 y un empleo más experimental de los recursos fotográficos y por tanto una mayor libertad creativa. Se considera que este grupo es uno de los principales reivindicadores de la imagen abstracta obtenida por medios fotográficos, de la forma de lo fotografiado frente al su contenido. Es una reivindicación de la creatividad del fotógrafo mediante su subjetividad e incluso del propio espectador. Estos aspectos de expresión personal e interpretación se enfrentan en cierto modo a la «nueva objetividad».
Esta corriente se encuentra próxima a la «nueva visión» y destaca la especifidad del medio fotográfico junto al carácter creativo del fotógrafo lo que permite una amplia variedad de temas y de tratamiento de los mismos, aunque destaca la experimentación fotográfica como un método válido de producción.
Tras la exposición realizada en 1951 en la ciudad de Saarbrücken se realizaron otras dos grandes exposiciones en 1954 y 1958. En estas participaron bastantes fotógrafos jóvenes, los miembros del grupo Fotoform pero también otros fotógrafos tan relevantes como Henri Cartier-Bresson, Raoul Hausmann, Robert Doisneau, Irving Penn o William Klein; o los fotógrafos alemanes Monika von Bach, Marta Hoepffner, Hermann Claasen, Robert Häusser, Adolf Lazi, Herbert List o Stefan Moses.
Esta corriente fotográfica mostró su influencia en España a través del grupo fotográfico AFAL que era pionero en la fotografía de los años cincuenta y sesenta. También mostró su influencia en Francia en el Club 30 x 40 y en Italia por medio de La Bussola.